# Кшиштофожице
Кшиштофожи́це (пол. Krzysztoforzyce) — село в Польше в сельской гмине Коцмыжув-Любожица Краковского повета Малопольского воеводства.
Село располагается в 15 км от административного центра воеводства города Краков.

## Население
По состоянию на 2013 год в селе проживало 602 человек.
| 2010 | 2013 |
| ---- | ---- |
| 528  | 602  |

| Перепись  | Всего   | Всего | Женщины | Женщины | Мужчины | Мужчины |
| --------- | ------- | ----- | ------- | ------- | ------- | ------- |
| Единицы   | человек | %     | человек | %       | человек | %       |
| Население | 602     | 100   | 295     |         | 307     |         |

## Известные жители и уроженцы
- 9 июня 1855 года в селе скончался польский художник Пётр Михаловский.

## Достопримечательности
- Усадьба в Кшиштофожицах — памятник культуры Малопольского воеводства[3]. Находилась во владении Петра Михаловского. В усадьбе в 1848 году находилась мастерская для осиротевших мальчиков, которая содержалась на средства Петра Михаловского. Позднее эта мастерская была перемещена в Краков.